# Бурлик (Казанський сільський округ)
Бурли́к (каз. Бұрлық) — село у складі Айиртауського району Північноказахстанської області Казахстану. Входить до складу Казанського сільського округу.
Населення — 130 осіб (2021; 143 у 2009, 275 у 1999, 273 у 1989).
Національний склад станом на 1989 рік:
- казахи — 39 %
- росіяни — 33 %.

До 2009 року село називалось Бурлукське, в радянські часи — Бурлукський лісхоз.